# Pan Zhanchun
Pan Zhanchun (chiń. 潘占春; ur. 29 października 1966) – chiński pilot wojskowy, tajkonauta.
W styczniu 1998 został wybrany do pierwszej grupy chińskich astronautów (Chiny grupa 1) przewidzianych do lotów załogowych na statkach kosmicznych typu Shenzhou. Kandydowało do niej ponad 1500 pilotów wojskowych Sił Powietrznych Chińskiej Armii Ludowo-Wyzwoleńczej.
W 2013 wchodził w skład załogi rezerwowej lotu Shenzhou 10.